# Erwann Corbel
Erwann Corbel, né le 20 avril 1991 à Rennes, est un coureur cycliste français, professionnel entre 2013 et 2018.

## Biographie
Erwann Corbel naît le 20 avril 1991 à Rennes en France.
En août 2012, Erwann Corbel rejoint l'équipe Cofidis en tant que stagiaire. 

### Saison 2013
En 2013, il devient coureur professionnel dans l'équipe Bretagne-Séché Environnement. Il y fait ses débtus sur l'Étoile de Bessèges. Il se montre à son avantage sur la Val d'Ille Classic (10e) le 31 mars puis, en avril, sur le GP de Denain (19e) et la Roue tourangelle (16e). Le 10 mai, sur la première étape du Tour de Picardie, il est devancé par Marcel Kittel et Bryan Coquard. À la fin du mois, il termine 9e des Boucles de l'Aulne. Il lève les bras le 28 juillet sur la troisième étape du Kreiz Breizh Elites et conclut, dans la foulée, à la 8e position le Circuit de Getxo où son coéquipier Armindo Fonseca termine 2e. 

### Saison 2015
Non conservé par ses dirigeants à l'issue de la saison 2014, il signe un contrat avec le VC Pays de Loudéac pour 2015. Au mois d'avril, il se classe deuxième de Paris-Mantes-en-Yvelines derrière Nicolas Baldo puis remporte Bourg-Arbent-Bourg la semaine suivante.

### Saison 2016
Au premier semestre 2016, il gagne trois épreuves de la Coupe de France des clubs (DN 1) et l'épreuve bretonne Redon-Redon. En octobre il signe un contrat avec l'équipe bretonne Fortuneo-Vital Concept. Grâce à cette opportunité il retrouve le monde professionnel qu'il avait quitté à la fin de la saison 2014.

### Saison 2017
Il commence sa deuxième expérience chez les professionnels sur les routes espagnoles, prenant part au Trofeo Porreres, Felanitx, Ses Salines, Campos (36e) dont son coéquipier Daniel McLay prend la troisième place. Il connait ses premiers résultats en avril, sur le Grand Prix de l'Escaut (19e) et le Tro Bro Leon (15e). Au mois de mai, il prend deux 7e places, sur la première étape du Tour de Bretagne puis lors du GP de la Somme. En juin, il prend une 4e place d'étape sur la Ronde de l'Oise avant de terminer 22e de ses deuxièmes championnats de France élites. Le 20 août, il s'adjuge la 6e place du GP Jef Scherens puis conclut 19e, deux jours plus tard, le Grand Prix de la ville de Zottegem.

### Saison 2018
Le 25 septembre 2017, sa signature est annoncée pour la saison 2018 au sein de la nouvelle équipe montée par Jérôme Pineau, Vital Concept. Il connaît un début de saison difficile, affaibli par des blessures et des maladies, enchaînant notamment les abandons entre février et avril, avant un mois de mai plus favorable où on le retrouve 4e d'étape sur le Tour d'Aragon, 21e du GP Marcel Kint, 13e du GP de Plumelec puis de nouveau 4e d'étape sur les Boucles de la Mayenne. Il se montre également à son avantage, 11e d'une étape sur l'Arctic Race of Norway au service de Quentin Pacher, 14e du général avec trois tops 5 d'étapes. Fin août, une fracture de la clavicule droite vient mettre un terme à sa saison sur la Course des raisins. Non-conservé par la structure bretonne, cette blessure signe également la fin de sa carrière professionnelle.

## Palmarès
| - 2009 - Champion de Bretagne sur route juniors - 2010 - Plaintel-Plaintel - Boucles dingéennes - 1re étape du Tour de Nouvelle-Calédonie - 2011 - Boucles dingéennes - 4e étape de la Ronde finistérienne - 2012 - 1re étape de la Flèche d'Armor - Boucles dingéennes - 5e étape de l'Essor breton - Grand Prix de Quimper Creac'h Gwen - 1re étape du Tour des Deux-Sèvres - Ronde du Viaduc - 3e étape du Kreiz Breizh Elites - 2e du Grand Prix des Hauts-de-France - 2013 - 2e étape du Kreiz Breizh Elites | - 2015 - Champion de Bretagne sur route - Bourg-Arbent-Bourg - Semi-nocturne de Matignon - Boucles de l'Austreberthe - Ronde briochine - 2e du Circuit de l'Essor - 2e de la Manche-Atlantique - 2e de Paris-Mantes-en-Yvelines - 3e de la Flèche de Locminé - 3e du Tour du Canton de Saint-Ciers - 3e de l'Essor breton - 2016 - Grand Prix du Pays d'Aix - Grand Prix de Buxerolles - Redon-Redon - Tour du Lot-et-Garonne - 2e du Tour de Basse-Navarre - 2e des Trois Jours de Cherbourg |

## Classements mondiaux
| Année           | 2012 | 2013 | 2014 | 2015 | 2016 | 2017 |
| --------------- | ---- | ---- | ---- | ---- | ---- | ---- |
| UCI Europe Tour | 903e | 303e | 366e | 472e | nc   | 359e |